# Kotteritz
Kotteritz ist ein Ortsteil der ostthüringischen Gemeinde Nobitz im Landkreis Altenburger Land in Thüringen.

## Lage
Der Ortsteil liegt ungefähr 3 km südöstlich der Skat- und Residenzstadt Altenburg und befindet sich daher im Altenburger Lösshügelland und in der Pleißeniederung. Westlich führt die Bundesstraße 93 vorüber. Die Bahnstrecke Gößnitz-Altenburg führt auch durch das Gebiet. Der Ort ist besonders als Standort der Altenburger Wollspinnerei (ALWO) bekannt, welche heute die größte Diskothek Ostthüringens darstellt.

## Geschichte
Erstmals wurde der Ort 1181 als Cotirdiz erwähnt. Im Jahr 1204 wurde eine Mühle genannt, die dem Bergerkloster zu Altenburg gehörte. Vier Höfe existierten 1445. Zu Beginn des 19. Jahrhunderts bestand der Ort aus vier Vierseithöfen, einigen Handwerker- und Arbeiterwohnhäusern, einem Sägewerk, einem Landgasthaus und einer Fleischerei. Kotteritz gehörte zum wettinischen Amt Altenburg, welches ab dem 16. Jahrhundert aufgrund mehrerer Teilungen im Lauf seines Bestehens unter der Hoheit folgender Ernestinischer Herzogtümer stand: Herzogtum Sachsen (1554 bis 1572), Herzogtum Sachsen-Weimar (1572 bis 1603), Herzogtum Sachsen-Altenburg (1603 bis 1672), Herzogtum Sachsen-Gotha-Altenburg (1672 bis 1826). Bei der Neuordnung der Ernestinischen Herzogtümer im Jahr 1826 kam der Ort wiederum zum Herzogtum Sachsen-Altenburg. Nach der Verwaltungsreform im Herzogtum gehörte er bezüglich der Verwaltung zum Ostkreis (bis 1900) bzw. zum Landratsamt Altenburg (ab 1900).
Am 15. März 1844 wurde das Teilstück Altenburg-Crimmitschau der Bahnlinie Leipzig-Hof eröffnet, welche den Ort östlich tangiert. Durch die Eröffnung der Bahnstrecke Altenburg–Langenleuba-Oberhain am 15. Juni 1901, die in Kotteritz von der Sachsenmagistrale abzweigt, erhielt der Ort einen Bahnhof. Am 15. August 1998 wurde sie wieder geschlossen. Kotteritz gehörte ab 1918 zum Freistaat Sachsen-Altenburg, der 1920 im Land Thüringen aufging. 1922 kam das Dorf zum Landkreis Altenburg. Bei der zweiten Kreisreform in der DDR wurden 1952 die bestehenden Länder aufgelöst und die Landkreise neu zugeschnitten. Somit kam Kotteritz mit dem Kreis Altenburg an den Bezirk Leipzig, der seit 1990 als Landkreis Altenburg zu Thüringen gehörte und 1994 im Landkreis Altenburger Land aufging. Am 1. Januar 1960 erfolgte die Eingemeindung nach Nobitz.
Kotteritz besitzt eine günstige topografische Ausgangslage, neben dem Bahnanschluss und der territorialen Nähe zu Altenburg fließt der Fluss Pleiße an dem Ort vorbei. Aufgrund dessen wurde von 1911 bis 1913 auf einem 65.000 m² großen Areal die Altenburger Wollspinnerei Johann Gottfried Schmidt jun. Söhne verlegt, die 1829 in der Residenzstadt gegründet wurde. Die Verlegung wurde aufgrund des enormen Wasserbedarfes nötig. Der ausführende Architekt war Martin Dülfer. Für die Arbeiter wurde in den 1920er Jahren eine Werkssiedlung errichtet. Der Betrieb bestand zu DDR-Zeiten als VEB Altenburger Wollspinnerei (AlWo), zu dem auch ein Werk in Brandenburg an der Havel mit allein knapp 900 Mitarbeitern und in Meerane (Werk II) gehörte. Bis 1993 existierte das Unternehmen als Neue Altenburger Wollspinnerei. Heute wird das Gebäude als größte Diskothek Ostthüringens genutzt.
Von 2004 bis 2006 wurde der Ort im Rahmen der Dorferneuerung umgestaltet.

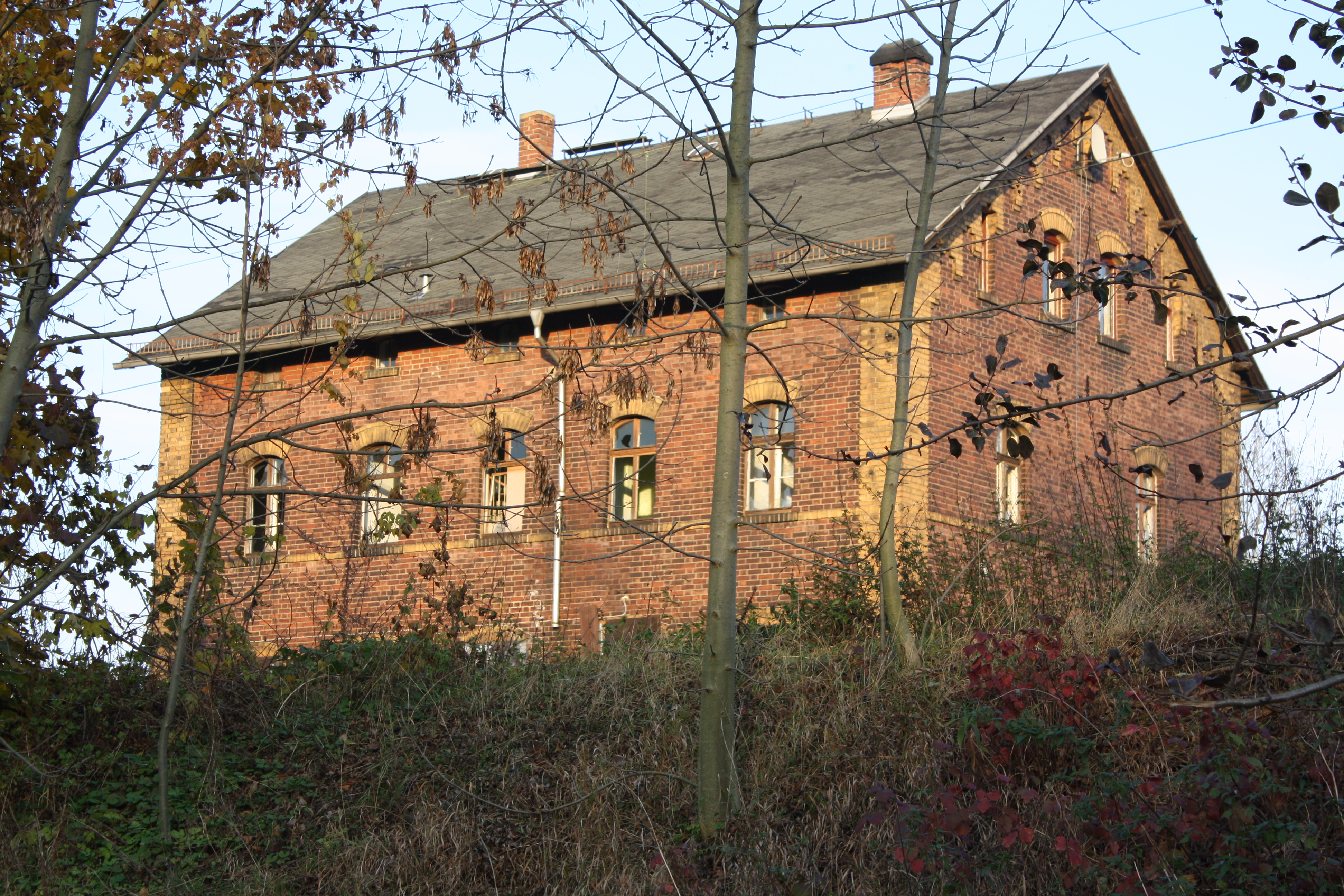
Bahnhof Kotteritz
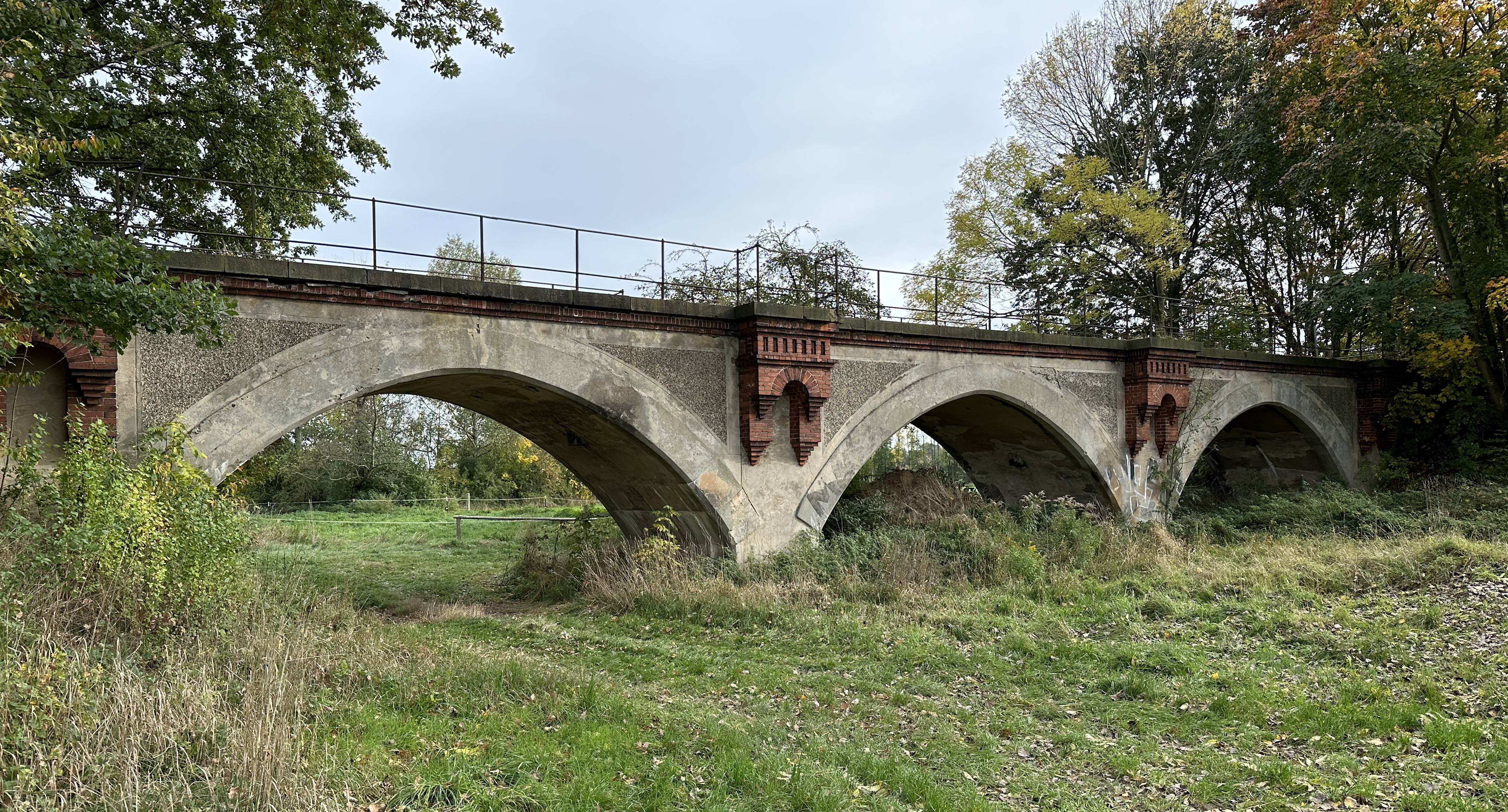
Flutunterführung zur Pleiße
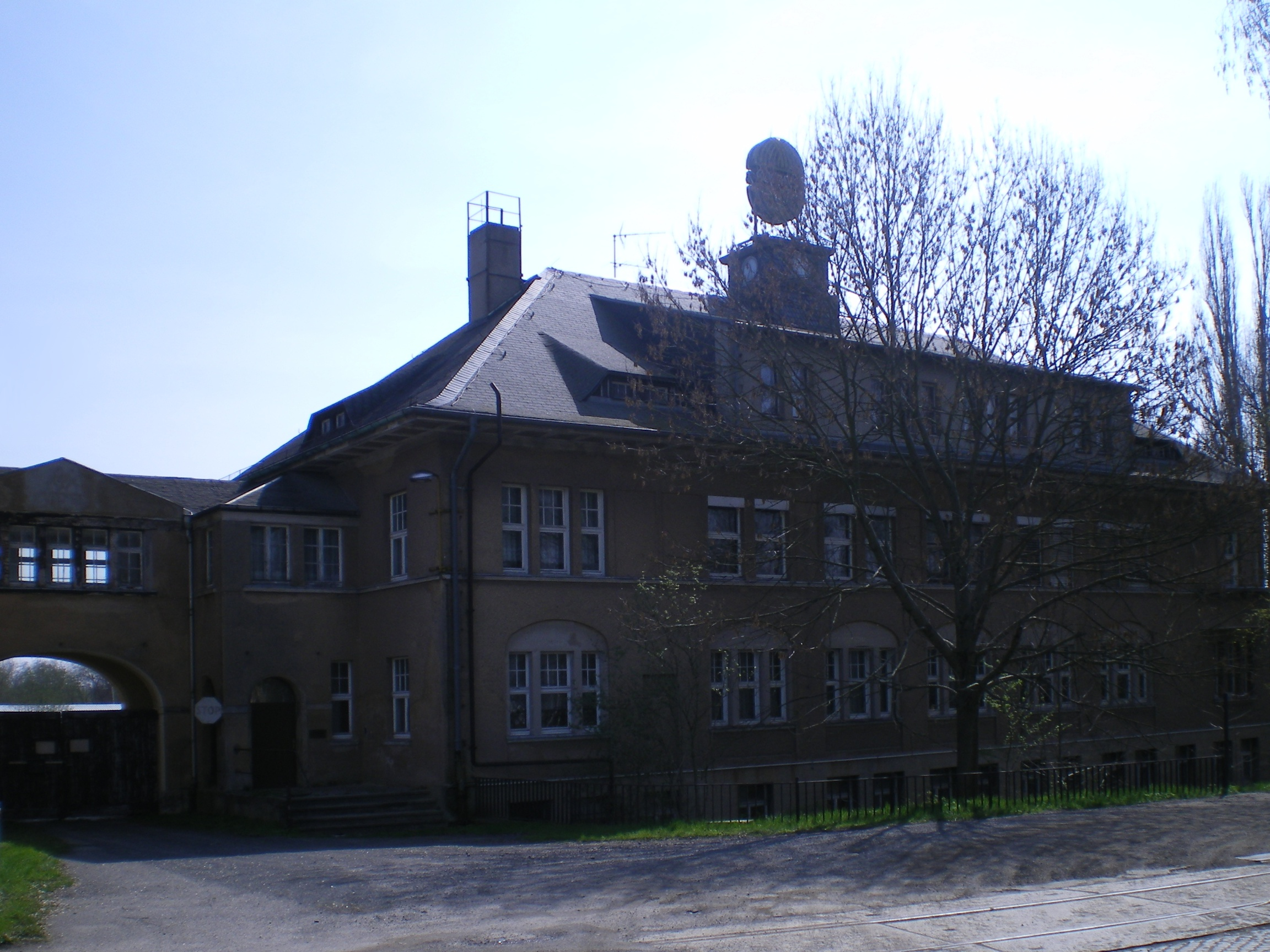
Hauptgebäude der ALWO
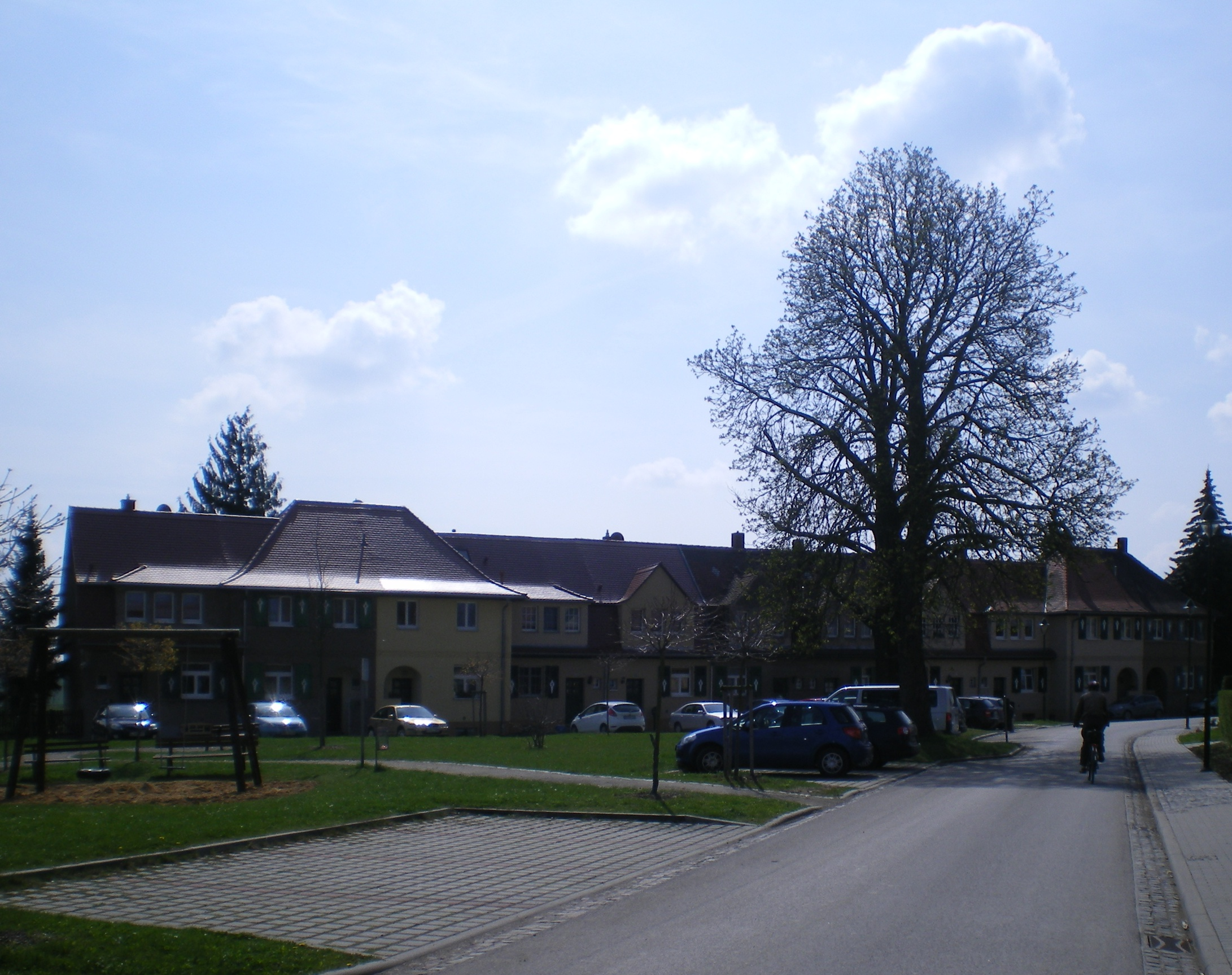
Werksiedlung der ALWO
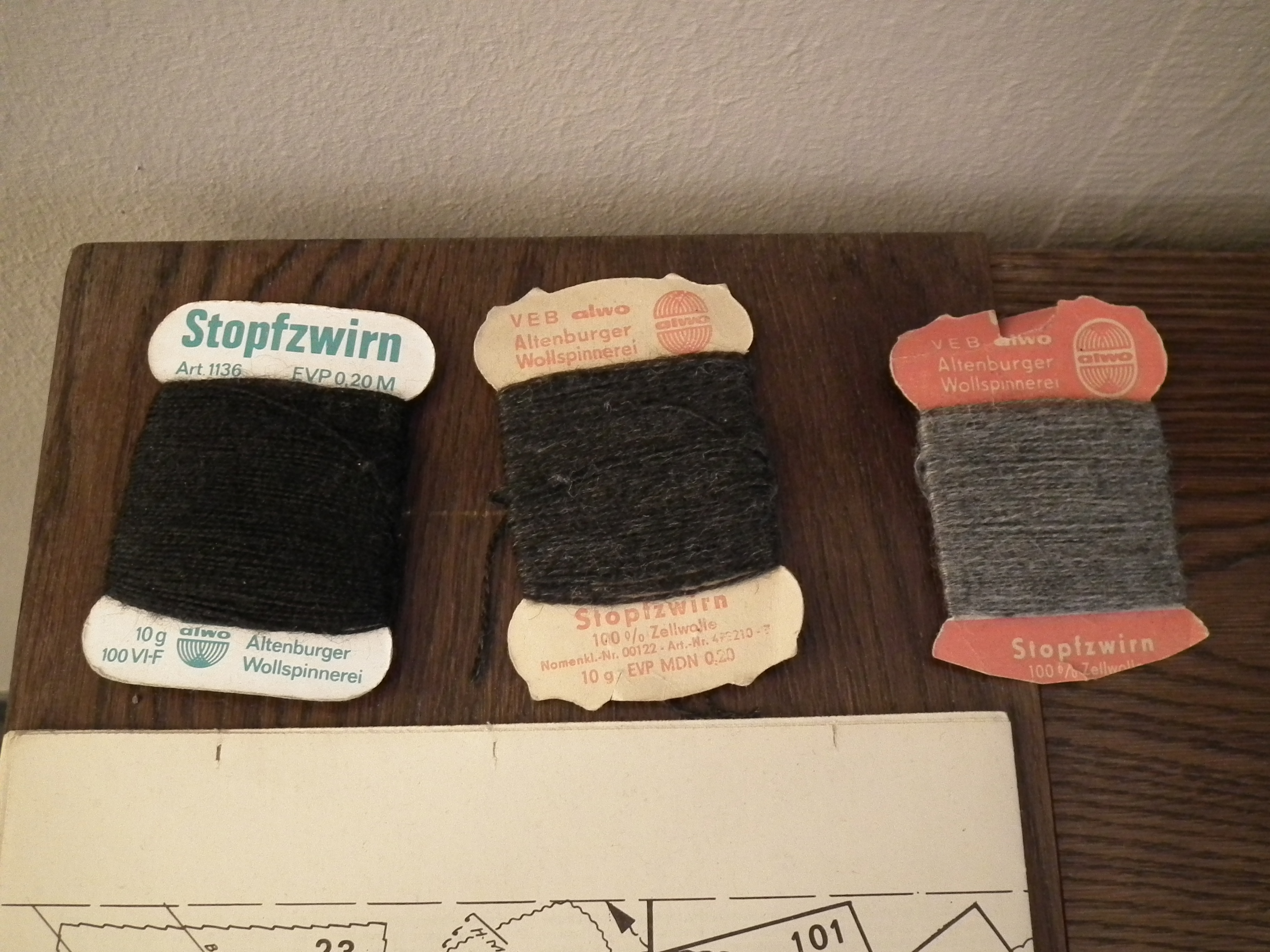
Produkte von ALWO
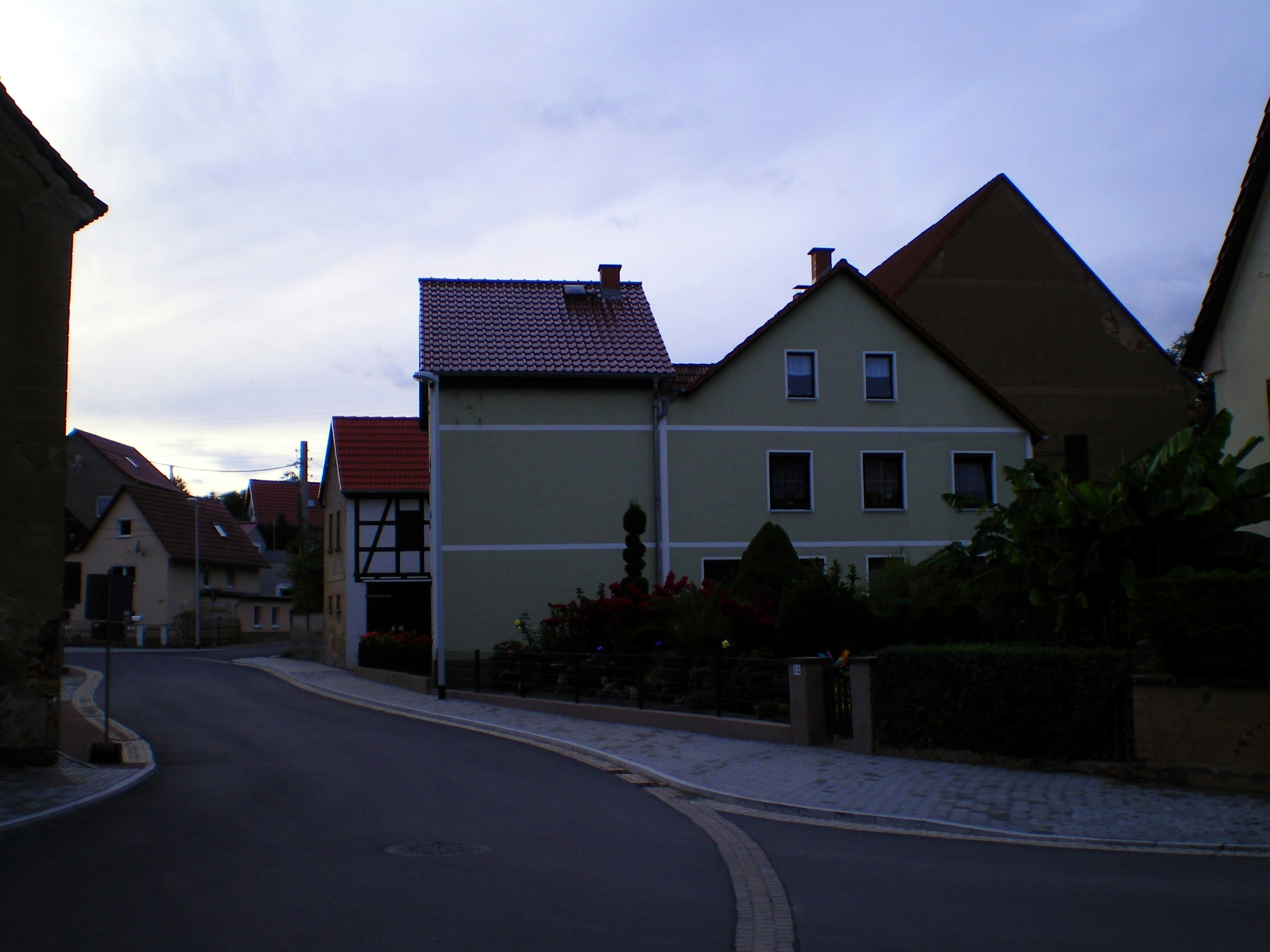
Ortskern mit 2012 neuausgebauter Straße

## Einwohnerentwicklung
- 1837 085 Einwohner[7]
- 1910 140 Einwohner[8]
- 1933 233 Einwohner[9]
- 1939 267 Einwohner[9]
- 2010 152 Einwohner[1]

## Geographie
Der Fluss Pleiße und die Bahnstrecken trennen den Ort in zwei räumliche Gebiete, den historischen Ortskern, ein sorbischer Rundling (der Ortsname ist ebenso sorbischen Ursprungs), und die Werkssiedlung der AlWo mit dem Werk, ungefähr 30 Ein- und Zweifamilienhäusern sowie dem ehemaligen Bahnhof und dem Gasthof.
Kotteritz liegt weniger als 1 km von der Agglomeration Altenburgs entfernt und ungefähr 1,5 km von der Mitte des Hauptortes der Gemeinde, Nobitz, entfernt.
Neben den beiden Orten grenzt im Norden Münsa, im Südosten Oberleupten als Ortsteile der Gemeinde Nobitz, im Südwesten Stünzhain und Paditz als Ortsteile Altenburgs an Kotteritz.